# Helloween
Helloween är ett tyskt band som i början av sin karriär spelade speed metal, men sedan övergick till power metal. Bandet bildades 1984 i Hamburg, Tyskland, av gitarristerna Kai Hansen och Michael Weikath, basisten Markus Grosskopf och trummisen Ingo Schwichtenberg. I slutet av 1980-talet var de ett av Europas mest framgångsrika metal-band.

## Biografi

### Starten med Kai Hansen som sångare
I mars 1985 släpptes den självbetitlade EP-debuten, och i december samma år kom studioalbumet, Walls Of Jericho, båda med Kai Hansen som sångare. Bandet vann snabbt popularitet och Walls Of Jericho anses vara ett av de mest betydelsefulla inom speed metal. Kai Hansen kände ändå att bandet behövde en ny sångare för att musiken skulle nå ut till sin fulla potential.

### Framgångar med två Keeper of the Seven Keys-album
Man värvade den då 18-årige Michael Kiske, som med sin förmåga att sjunga riktigt höga toner passade bandets sound ypperligt. 1987 släpptes Keeper of the Seven Keys, Part 1, som senare har betraktats som en milstolpe inom power metal. Helloween ville egentligen släppa en dubbel-LP, men skivbolaget gillade inte den idén. 
Nya låtar spelades in och 1988 släpptes Keeper of the Seven Keys, Part 2. Helloween turnerade runtom i Europa och spelade bl.a på Monsters of Rock. De spelade även för första gången i Sverige när de var förband åt Iron Maiden, först på Johanneshovs Isstadion 30 september 1988, och dagen efter på Scandinavium i Göteborg 1 oktober 1988. En liveinspelning, Live in the UK, från vinterns Pumpkins Fly Free turné, hämtad från en spelning i Edinburgh, släpptes året därpå. 

### Hansen lämnar och Grapow ersatte
Helloween stod på gränsen inför ett stort internationellt genombrott. En ny USA turné närmade sig, men strax före, i december 1988, trött på det massiva turnerandet lämnade Kai Hansen bandet, och bildade sitt eget band Gamma Ray med sångaren Ralf Scheepers. Roland Grapow blev ny gitarrist och turnerade med bandet i USA och Japan 1989. Rod Smallwood hade blivit Helloweens manager och bandet skrev på ett nytt skivkontrakt med EMI och släppte Pink Bubbles Go Ape 1991. Men inspelningen av albumet med producenten Chris Tsangarides hade dragit över tiden, och blev en kostsam process. Dessutom intensifierades en konflikt med det förra skivbolaget Noise, som efter rättsfall gjorde att Helloween varken fick turnera på albumet, och verka aktivt som band under ett helt år. Det momentum bandet arbetat upp gick förlorat och det blev slitningar och sedermera musikaliska meningsskiljaktigheter bland bandmedlemmarna. 
Tommy Hansen, som arbetade med bandet på Keeper of the Seven Keys-skivorna återkom som producent, men när Chameleon släpptes 1993, blev det en kommersiell flopp, med en splittrad musikstil långt från det sound Helloween hade slagit igenom med. Den korta turnén som följde spelade Helloween återigen i Sverige, med en spelning på dåvarande klubben Melody i Stockholm 15 september 1993.  På turnén fick Ritchie Abdel-Nabi spela trummorna, och Ingo Schwichtenberg blev därefter tvungen att lämna bandet på grund av hälsoskäl. Michael Kiske fick sparken, och samtidigt stod Helloween utan skivkontrakt.

### Andi Deris blir ny sångare
Nya i bandet blev sångaren Andi Deris (från Pink Cream 69) och trummisen Uli Kusch (från Gamma Ray), och med nytt skivkontrakt släpptes albumet Master Of The Rings sommaren 1994. En ny era i Helloweens historia kan sägas ha inletts då bandet återigen fick goda recensioner och nya framgångar utomlands, bland annat i Japan. Helloween spelade för första gången med Deris som sångare på Palladium i Stockholm 2 december, samt på Kulturbolaget i Malmö 6 december 1994.
Den före detta trummisen Ingo Schwichtenberg hade snabbt blivit sämre, av depression och schizofreni, och begick självmord 1995. Skivan The Time of the Oath som släpptes 1996 var dedikerad till hans minne.
Fyllda med nytt självförtroende släppte bandet livealbumet High Live, och med studioalbumet Better Than Raw gav bandet sig in på nya musikaliska marker då denna hade ett betydligt progressivare sound än tidigare skivsläpp. En coverplatta Metal Jukebox följde, men 2001 hoppade Grapow och Kusch av då dessa ville fortsätta den mörkare, musikaliska inriktning som påbörjats med The Dark Ride, vilket var i motsättning med vad gitarristen Michael Weikath ville. Gitarristen Sascha Gerstner ersatte Grapow, och på det följande albumet Rabbit Don't Come Easy, som släpptes 2003, spelade två trummisar: Mickey Dee, och Mark Cross på två låtar. Stefan Schwarzmann blev ny trummis men han skulle bara medverka på turnén som följde.
På nästa studioalbum Keeper of the Seven Keys - The Legacy, som var ett dubbelalbum, var Dani Löble fast trummis i bandet. Med samma sättning gav Helloween sedan ut följande studioalbum, Gambling with the Devil (2007), 7 Sinners (2010), Straight Out Of Hell (2013), och My God-Given Right (2015).
Helloweens världsturné 2007 "Hellish Rock", med 95 spelningar i 35 länder inkluderade dock inte bara Helloween utan också originalmedlemmen Kai Hansens band Gamma Ray. 2013 återkom bandens gemensamma världsturné. Hansen hade då även startat ett samarbete med Michael Kiske i bandet Unisonic, och relationerna mellan dem och de övriga medlemmarna i Helloween blev nu betydligt bättre.

### Återförening
Vintern 2016 återanslöt sig Kai Hansen och Michael Kiske till Helloween, för en längre turné, kallad Pumpkins United. Ett singelsläpp lanserades i samband med turnén, även denna kallad Pumpkins United. På denna låt delade Andi Deris, Michael Kiske och Kai Hansen på sånginsatserna. Med 69 konserter på den 14 månader långa turnén sålde bandet ut de största arenorna i länder som Tjeckien, Bulgarien, Brasilien, Mexiko, Rumänien och Japan. Turnén blev en stor succé, med en utsåld spelning i Arenan Fryshuset Stockholm, Partille Arena i Göteborg, Hedlundadungen i Umeå, och ett välbesökt uppträdande på Sweden Rock Festival. Alla sju medlemmarna bestämde sig därefter för att spela in ny musik. 18 juni 2021 släpptes bandets 16:e studioalbum Helloween. . I maj 2022 fortsatte Helloween att turnera tillsammans med Hammerfall. Den 9 september 2023 återbesökte Helloween Partille Arena igen och slog publikrekord med 5 604 åskådare.
Den 13 juni 2025 släpptes singeln This is Tokyo som var ett smakprov från det kommande studioalbumet Giants and Monsters. 

## Medlemmar
Nuvarande medlemmar
- Michael Weikath – gitarr (1983– )
- Markus Grosskopf – basgitarr (1983– )
- Kai Hansen – gitarr (1983–1989, 2017– ), sång (1983–1986, 2017– )
- Michael Kiske – sång (1986–1993, 2017– )
- Andi Deris – sång (1994– )
- Sascha Gerstner – gitarr (2002– )
- Dani Löble – trummor (2005– )

Tidigare medlemmar
- Ingo Schwichtenberg – trummor (1983–1993; död 1995)
- Roland Grapow – gitarr (1989–2001)
- Uli Kusch – trummor (1994–2001)
- Mark Cross – trummor (2001–2003)
- Stefan Schwarzmann – trummor (2003–2004)

Turnerande medlemmar
- Jörn Ellerbrock – keyboard (1988–2003)
- Ritchie Abdel-Nabi – trummor (1993)
- Eddy Wrapiprou – keyboard (2010– )

## Diskografi

### Studioalbum
- Walls of Jericho (1985)
- Keeper of the Seven Keys, Part 1 (1987)
- Keeper of the Seven Keys, Part 2 (1988)
- Pink Bubbles Go Ape (1991)
- Chameleon (1993)
- Master of the Rings (1994)
- The Time of the Oath (1996)
- Better Than Raw (1998)
- The Dark Ride (2000)
- Rabbit Don't Come Easy (2003)
- Keeper of the Seven Keys - The Legacy (2005)
- Gambling with the Devil (2007)
- 7 Sinners (2010)
- Straight Out Of Hell (2013)
- My God-Given Right (2015)
- Helloween (2021)
- Giants & Monsters (2025)

### Livealbum
- Live in the UK (1989)
- High Live (1996)
- Live in Sao Paulo (2007)
- United Alive in Madrid (2019)

### EP
- Helloween (1985)

### Singlar
- "Judas" (1986)
- "Halloween" (1987)
- "Future World" (1987)
- "...Pumpkin Noise" (1988)
- "Dr. Stein" (1988)
- "I Want Out" (1988)
- "I Want Out Live" (1989)
- "Kids of the Century" (1991)
- "Number One" (1992)
- "Windmill" (1993)
- "When the Sinner" (1993)
- "I Don't Wanna Cry No More" (1993)
- "Step Out of Hell" (1993)
- "Mr. Ego (Take Me Down)" (1994)
- "Where the Rain Grows" (1994)
- "Perfect Gentleman" (1994)
- "Sole Survivor" (1995)
- "Power" (1996)
- "The Time of the Oath" (1996)
- "Forever and One (Neverland)" (1996)
- "I Can" (1998)
- "Hey Lord!" (1998)
- "Lay All Your Love On Me" (1999)
- "If I Could Fly" (2000)
- "Mr. Torture" (2000)
- "Just a Little Sign" (2003)
- "Mrs. God" (2005)
- "Light the Universe" (2006)
- "As Long as I Fall" (2007)
- "Dr. Stein" (2010)
- "Are You Metal?" (2010)
- "Burning Sun" (2012)
- "Nabataea" (2012)
- "Battle's Won" (2015)
- "Pumpkins United" (2017)
- "Helloween - Live" (2019)
- "Skyfall" (2021)
- "Best Time" (2022)
- "This Is Tokyo" (2025)

### Samlingsalbum
- Pumpkin Tracks (1989)
- The Best, The Rest, The Rare (1991)
- Keeper of the Seven Keys Parts 1 & 2 (1993)
- Mr. Ego Collectors Box (CD-box) (1994)
- Karaoke Remix, Vol. 1 (1998)
- Karaoke Remix, Vol. 2 (1998)
- Pumpkin Box (4CD-box) (1998)
- Treasure Chest (2CD) (2002)
- The Singles Box (1985-1992) (2006)
- Ride the Sky - The Very Best of the Noise Years 1985-1998 (2CD) (2016)